# Estafeta (calle)
Estafeta es el nombre de una famosa calle de la ciudad de Pamplona, la capital de la Comunidad Foral de Navarra (España), debido a que es una por las que discurre el encierro de San Fermín. Antiguamente se llamaba Rúa de la Zaga del Castillo y Calle de San Tirso.

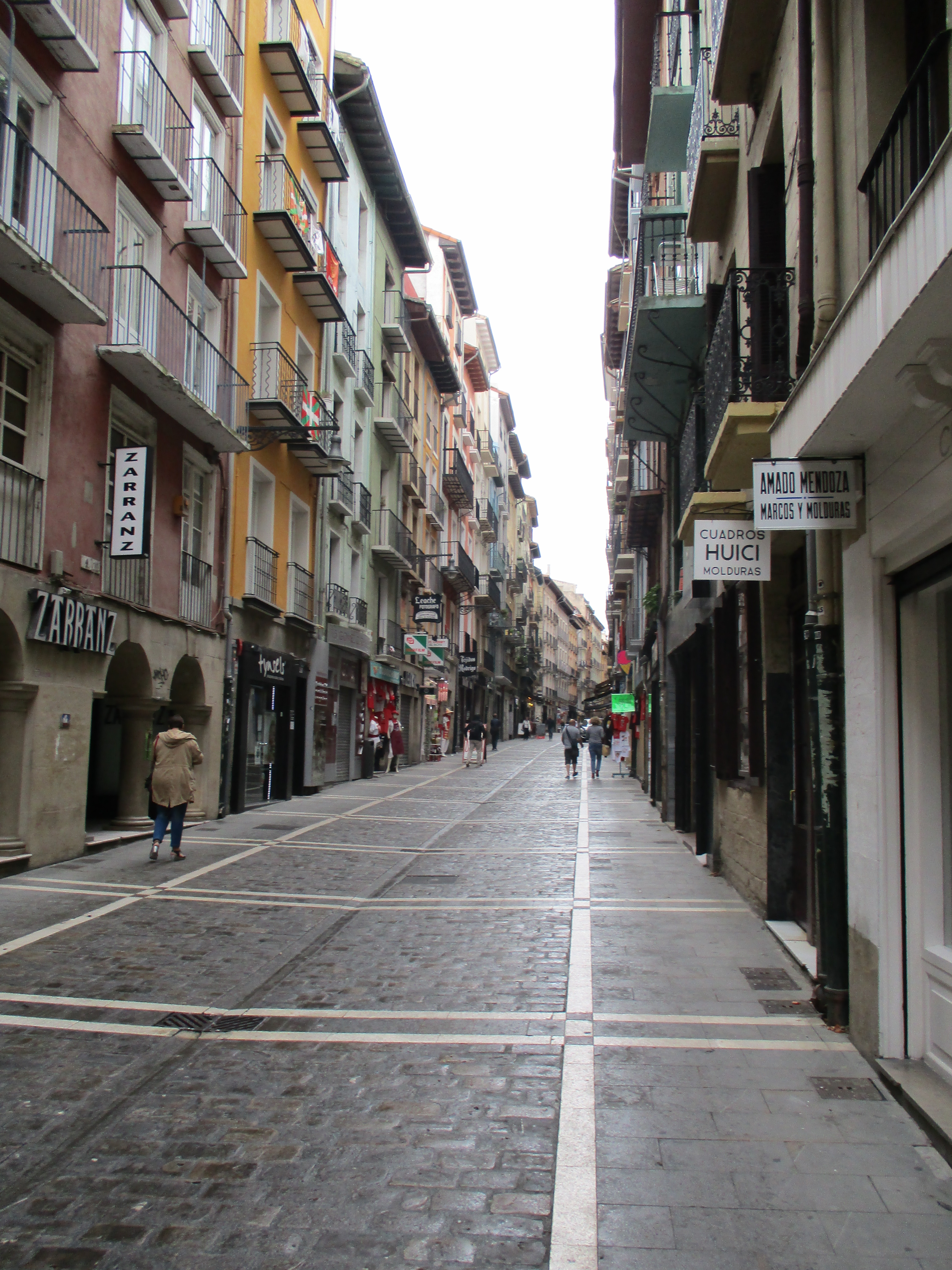
Vista de la Calle Estafeta hacia la Calle Mercaderes

## Historia
Esta es la calle del Barrio de la Navarrería que ha tenido más nombres desde el siglo XIV: rúa de Araya y de las Eras, Carpintería de la Navarrería transformado en Rúa de la Zaga del Castillo y Rúa Tras del Castillo. Desde 1512 se la conoce como calle Tras de la Plaza del Castillo Viejo o Tras de la Plaza del Castillo. Todas estas denominaciones obedecen a que había en las cercanías el castillo de Luis Hutín.
Será ya en el siglo XVII cuando aparezca llamada como calle de San Tirso (o Santis), al existir en la misma una iglesia dedicada a tal santo. Finalmente, en el siglo XVIII recibe su actual nombre, calle de la Estafeta, al ubicarse en ella una oficina de correos.

## Descripción
Esta calle, de unos 315 metros, una de las más largas del Casco Antiguo de Pamplona empieza en la también famosa curva de Mercaderes y termina en el tramo de Telefónica. Es una calle con un 2% de pendiente, con un asfalto de adoquines, hasta que fue sustituido por losetas, y con la mayor parte de la calle entre dos paredes. En este punto, la manada de toros con cabestros a menudo suele ir partida y a un ritmo bastante lento, por lo que los mozos aprovechan y se ponen delante de las astas de los toros. Esta acción es conocida como "coger toro".